# Fòrmica

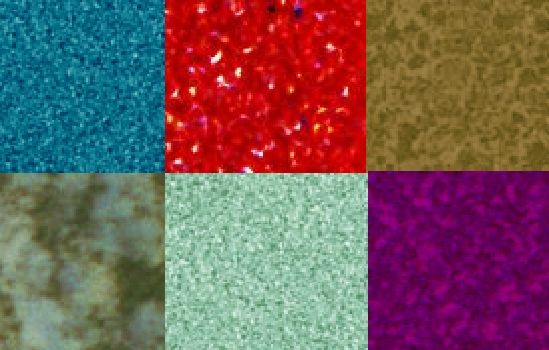
Varietats de Formica

La fòrmica (mot derivat de la marca comercial Formica) és un material compòsit i llaminat fet d'una fullola sintètica de resina d'urea-formaldehid, d'un milimètre de gruix i d'una gran duresa.
Va ser inventada el 1912 per Daniel J. O'Conor i Herbert A. Faber mentre treballaven a la companyia d'èquip elèctric Westinghouse. Originalment la van concebre com un aïllant elèctric per a substituir la mica (d'aquí el nom, for mica). Poc després van abandonar Westinghouse per formar la companyia Formica Insulation Company el 1913.
En els anys següents formica va manufacturar aïllaments juntament amb altres productes com a compostos fenòlics. El 1927, va obtenir una patent per un mètode que permetia afegir-hi una làmina opaca a la qual es podia imprimir per rotogravat qualsevol motiu: imitació de fusta, pedra natural, motius geomètrics o tèxtils… el que va ser l'inici del seu ús per mobles i altres elements d'interiorisme. El 1931 se'n va desenvolupar una variant, a prova de cigarros que va ser l'inici de l'èxit en taules de bars i cafès. Des de la fi dels anys trenta del segle xx en l'ús domèstic va patir la concurrència de les resines de melamina, més primes, toves i de bon preu.
Durant la Segona Guerra Mundial va manufacturar hèlixs d'avió de fusta impregnades en plàstic. Després de la guerra l'ús tècnic en va decaure fins a cessar completament el 1970, els laminatges decoratius van quedar. Tot i això, als anys setanta va començar perdent popularitat i se va associar amb mobles foscs a vil preu del postguerra en estil de «ca l'àvia». A poc a poc, en desenvolupar-se colors i motius més moderns, va conèixer vers la fi del segle xx un veritable renaixement al món del disseny. Per la seva duresa, és considerada com un material més «noble» que la resina de melamina i en acceptar la impressió de qualsevol motiu i color, dona possibilitats creatives sense límit.